# Le Ménil-Guyon
Le Ménil-Guyon és un municipi francès situat al departament de l'Orne i a la regió de Normandia. L'any 2007 tenia 86 habitants.

## Demografia

### Població
El 2007 la població de fet de Le Ménil-Guyon era de 86 persones. Hi havia 39 famílies de les quals 12 eren unipersonals (4 homes vivint sols i 8 dones vivint soles), 15 parelles sense fills i 12 parelles amb fills.
La població ha evolucionat segons el següent gràfic:
Habitants censats

### Habitatges
El 2007 hi havia 50 habitatges, 39 eren l'habitatge principal de la família, 6 eren segones residències i 5 estaven desocupats. Tots els 49 habitatges eren cases. Dels 39 habitatges principals, 32 estaven ocupats pels seus propietaris i 7 estaven llogats i ocupats pels llogaters; 2 tenien dues cambres, 1 en tenia tres, 8 en tenien quatre i 28 en tenien cinc o més. 26 habitatges disposaven pel capbaix d'una plaça de pàrquing. A 14 habitatges hi havia un automòbil i a 21 n'hi havia dos o més.

### Piràmide de població
La piràmide de població per edats i sexe el 2009 era:
| Homes | Edats   | Dones |
| ----- | ------- | ----- |
| 0     | 95 o +  | 0     |
| 0     | 90 a 94 | 0     |
| 0     | 85 a 89 | 2     |
| 1     | 80 a 84 | 1     |
| 0     | 75 a 79 | 2     |
| 2     | 70 a 74 | 2     |
| 4     | 65 a 69 | 0     |
| 3     | 60 a 64 | 2     |
| 1     | 55 a 59 | 1     |
| 5     | 50 a 54 | 1     |
| 4     | 45 a 49 | 3     |
| 3     | 40 a 44 | 7     |
| 5     | 35 a 39 | 2     |
| 1     | 30 a 34 | 1     |
| 1     | 25 a 29 | 2     |
| 4     | 20 a 24 | 1     |
| 5     | 15 a 19 | 5     |
| 5     | 10 a 14 | 2     |
| 2     | 5 a 9   | 5     |
| 1     | 0 a 4   | 2     |

## Economia
El 2007 la població en edat de treballar era de 60 persones, 48 eren actives i 12 eren inactives. De les 48 persones actives 47 estaven ocupades (26 homes i 21 dones) i 1 aturada (1 dona i 1 dona). De les 12 persones inactives 4 estaven jubilades, 5 estaven estudiant i 3 estaven classificades com a «altres inactius».
Activitats econòmiques
L'únic establiment que hi havia el 2007 era d'una empresa de construcció.
L'únic servei als particulars que hi havia el 2009 era una lampisteria.
L'any 2000 a Le Ménil-Guyon hi havia 10 explotacions agrícoles que ocupaven un total de 434 hectàrees.

## Poblacions més properes
El següent diagrama mostra les poblacions més properes.